# Regniowez
Regniowez is een gemeente in het Franse departement Ardennes (regio Grand Est) en telt 396 inwoners (1999). De gemeente maakt deel uit van het arrondissement Charleville-Mézières en omvat naast het dorp Regniowez ook de buurtschappen Le Gros Cailloux, Lisbonne en La Loge Rosette.
Het oppervlak van Regniowez bedraagt 18,3 km²; de bevolkingsdichtheid is 21,6 inwoners per km².
Op het grondgebied van de gemeente ligt een oud uitwijkvliegveld van de Canadese luchtmacht waarvan de startbaan wordt gebruikt als een testbaan voor auto's (centre d'essais automobile).
Het dorp ligt aan de grens met België.

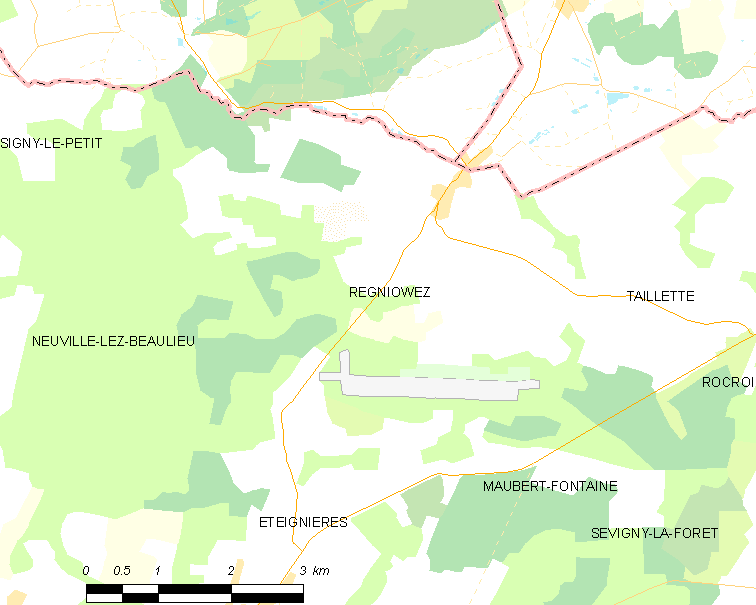
De gemeente Regniowez en omgeving.
Verloop van de bevolking.
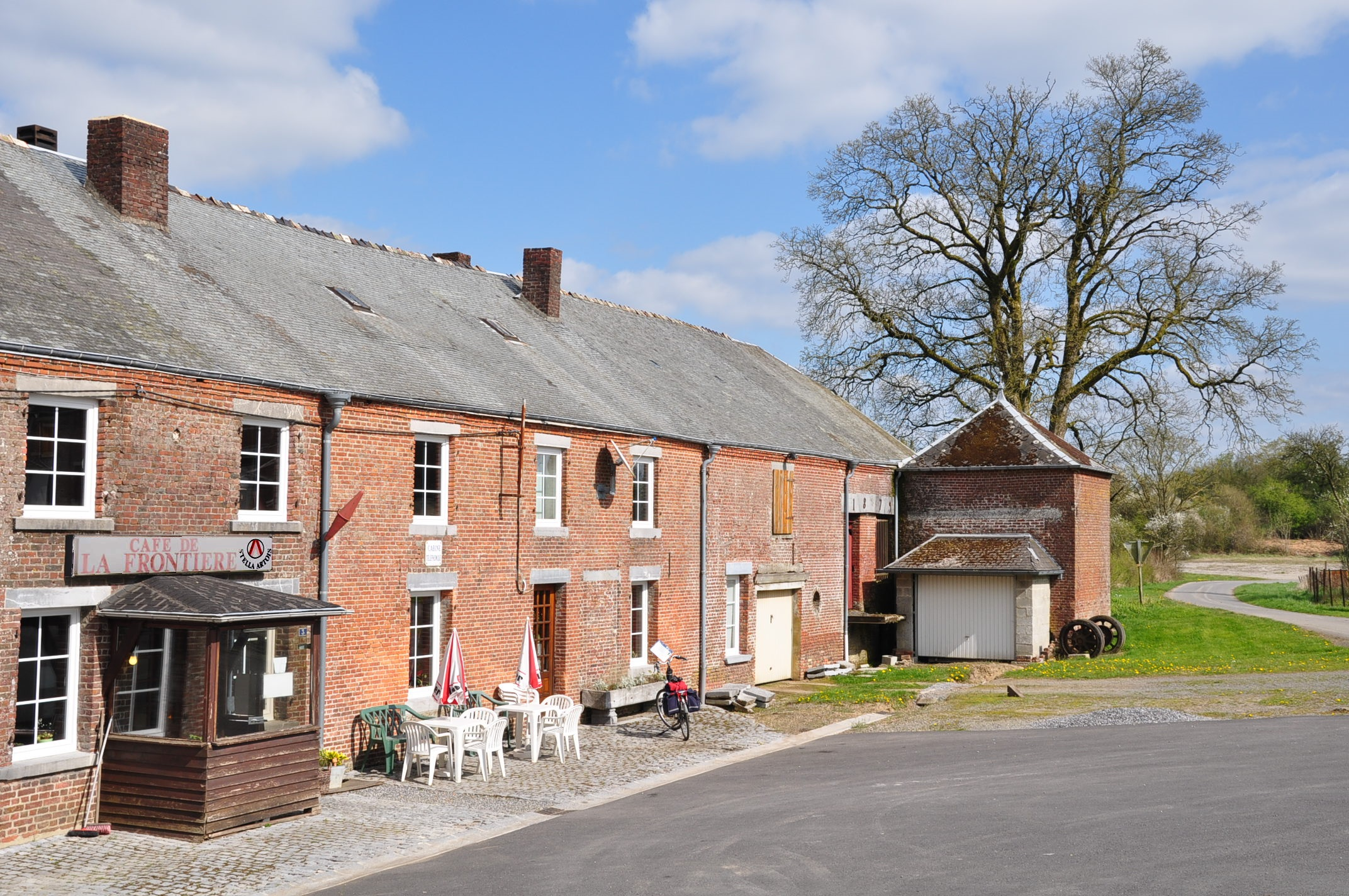
Café de la Frontière
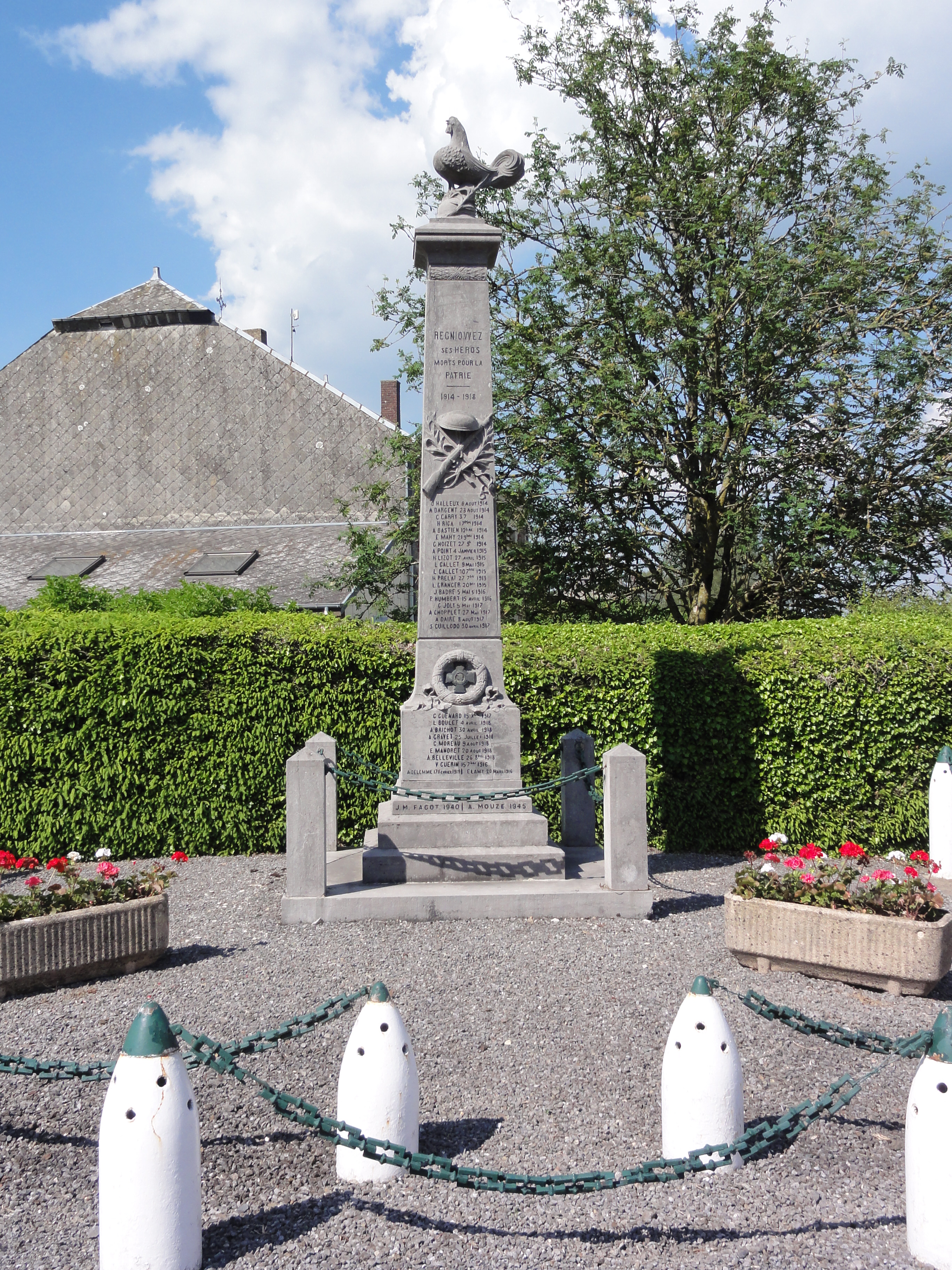
Oorlogsmonument
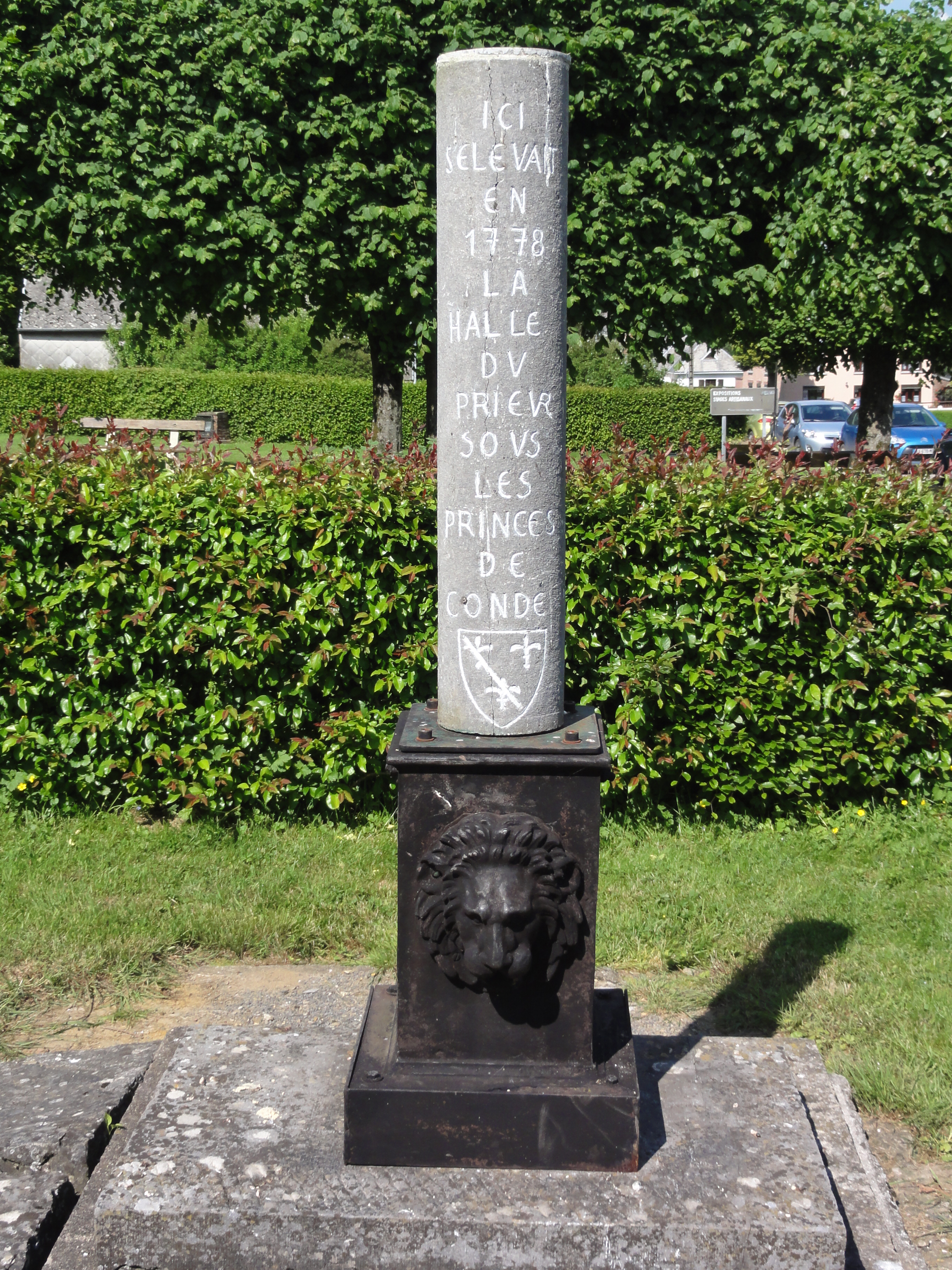
Pierre commémorative de la Halle
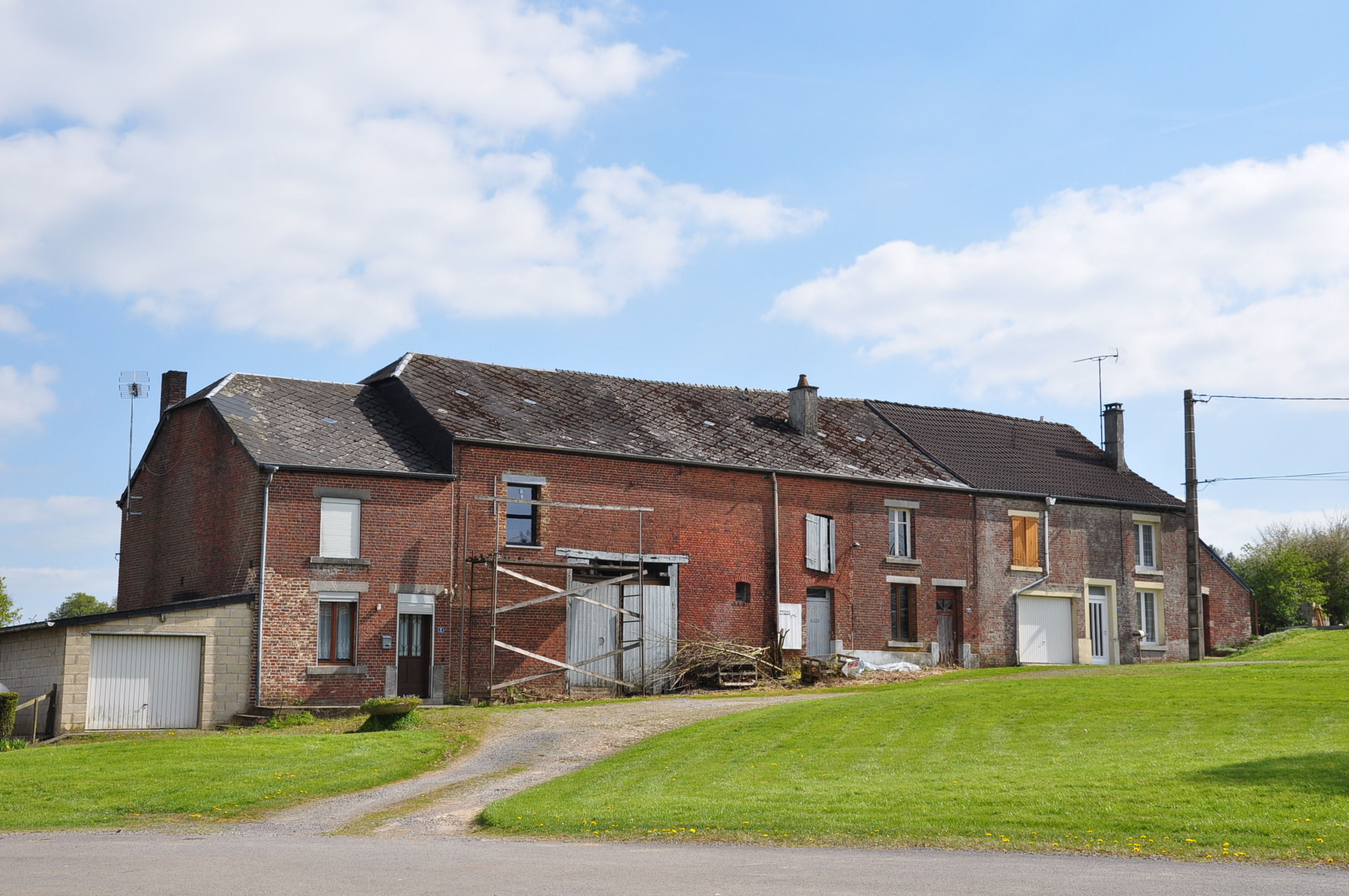
Grote boerderij in het dorp
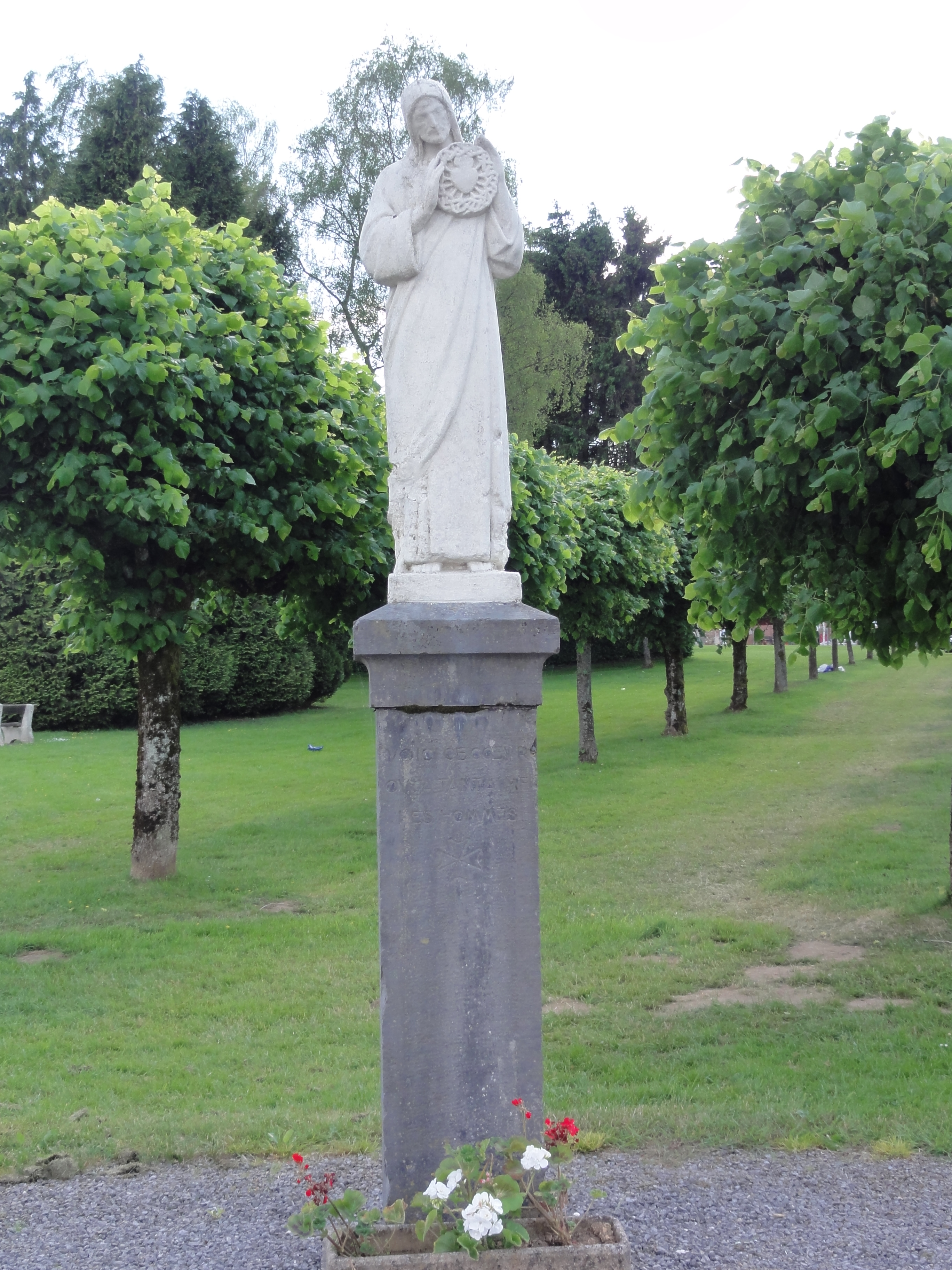
H.Hartbeeld